# Wongulla
Wongulla är en ort i Australien. Den ligger i kommunen Mid Murray och delstaten South Australia, omkring 91 kilometer öster om delstatshuvudstaden Adelaide. Orten hade 64 invånare år 2021. Den ligger vid sjöarna  Rhine Flat och Wongulla Lagoon.
Närmaste större samhälle är Swan Reach, omkring 16 kilometer norr om Wongulla. 